# Hetiti
Hetiti so bili starodavno anatolsko ljudstvo, ki je ustanovilo imperij s središčem Hatuša (danes vas Boğazköy v Turčiji) v severnem delu osrednje Anatolije okoli leta 1600 pred našim štetjem. Ta imperij je dosegel vrhunec v sredini 14. stoletja pred našim štetjem pod Šupiluliumo I., ko je obsegal področje večine Male Azije, kot tudi dele severnega Levanta in Zgornje Mezopotamije. Po okoli 1180 pred našim štetjem, v času bronaste dobe, je imperij propadel in se razbil na več neodvisnih "novohetitskih" mestnih državic.
Hetitščina je bil ločen član anatolske veje indoevropske jezikovne družine. Običajno ime "Hetiti" je zaradi svoje začetne identifikacije s svetopisemskimi Hetiti v 19. stoletju arheologije.
Kljub uporabi Hatti za jedro ozemlja, bi morali Hetite razlikovati od Hatijcev, zgodnejših ljudstev, ki so naseljevali isto območje do začetka 2. tisočletja pred našim štetjem in so govorili jezik verjetno iz skupine severozahodnih kavkaških jezikov, znanega kot Hatijščina.
Hetitska vojska je uspešno uporabljala vozove. Čeprav spadajo v bronasto dobo, so bili predhodniki železne dobe, saj so razvili proizvodnjo železnih izdelkov že v 18. stoletju pred našim štetjem, ko je »človek iz Burushanda« daroval železni prestol in železno žezlo v Kanešit, kralju Anittu, kar je bilo zabeleženo besedilu Anitta text..
Po 1180 pred našim štetjem, sredi splošne krize v Levantu, ki so bile domnevno povezane z nenadnim prihodom "ljudstev z morja", je kraljestvo razpadlo na več neodvisnih neo-hetitskih mestnih državic, od katerih so nekatere preživela do 8. stoletja pred našim štetjem. Zgodovina Hetitske civilizacije je znana predvsem iz asirskih klinopisnih besedil najdenih na področju in diplomatske in trgovske korespondence najdene v različnih arhivih v Starem Egiptu in na Bližnjem vzhodu.

## Arheološka odkritja
Hetiti so uporabljali mezopotamske klinopisne znake. Arheološke odprave v Hatušo so odkrile cele sklope kraljevih arhivov s klinastimi ploščami, napisanimi bodisi v semitski mezopotamski akadščini, jeziku Asirije in Babilona, v diplomatskem jeziku tedanjega časa ali pa v različnih narečjih Hetitske konfederacije. 
Pred odkritji, je bila edini vir informacij o Hetitih Stara zaveza (»svetopisemski Hetiti«). Francis William Newman je izrazil kritično stališče, skupno v začetku 19. stoletja, da, če so obstajali Hetiti, »bi hetitskega kralja lahko primerjali po moči s kraljem Judom ...«.  Kot so pokazala arheološka raziskovanja o obsegu Hetitskega kraljestva v drugi polovici 19. stoletja, je Archibald Henry Sayce domneval, ne pa primerjal z Judi, je Anatolska civilizacija »neskončno močnejša od Judovske«.  Sayce in drugi učenjaki so tudi omenjali, da Judi in Hetiti v hebrejskih besedilih nikoli niso bili sovražniki; v Knjigi kraljev oni dobavljajo Izraelcem cedrovino, vozove in konje pa tudi, da so prijatelji in zavezniki Abrahamu v Genezi.
Prvi arheološki dokazi o Hetitih so se pojavili v obliki plošč, najdenih v asirski koloniji Kültepe (starodavni Karum Kaneš), ki vsebuje evidenco o trgovini med asirskimi trgovci in neko "deželo Hatti". Nekatera imena na ploščah niso niti hetitska niti asirska, vendar jasno indoevropska.
Napis na spomeniku pri Boğazköyu "Ljudje Hattusas", ki ga je odkril William Wright leta 1884, kaže, da se ujemajo značilni hieroglifski znaki iz Alepa in Hamata v severni Siriji. Leta 1887 so izkopavanja v Tell El-Amarni v Egiptu odkrila diplomatsko korespondenco faraonov Amenhotepa III. in njegovega sina Ehnatona. Dve izmed pisem iz "kraljestva Keta" - očitno se nahaja v isti splošni regiji kot mezopotamsko sklicevanje na "deželo Hati" - napisana v standardnem akadskem klinopisu, a v neznanem jeziku; čeprav bi učenjaki to prebrali, nihče ni mogel razumeti. Kmalu po tem je Archibald Sayce predlagal, da so Hati ali Kati v Anatoliji identični s "kraljestvom Kheta", navedenem v teh egiptovskih besedilih, kot tudi s svetopisemskimi Hetiti. Drugi, kot je Max Müller, so se strinjali, da je Khatti verjetno Keta, vendar je predlagal povezavo s svetopisemkimi Kiti, namesto z "Otroci Hetovi". Saycova identifikacija je bila  široko sprejeta v začetku 20. stoletja; ime "Hetiti" se je prijelo za civilizacijo neodkrito pri Boğazköy.
Med občasnimi izkopavanji v Boğazköy (Hatuša), ki so se začela leta 1906, je arheolog Hugo Winckler našel kraljevi arhiv z 10.000 ploščami, popisanimi v klinopisu v akadščini in istem neznanem jeziku, kot egiptovska pisma Keta, kar potrjuje identiteto dveh imen. Prav tako je bilo dokazano, da so bile ruševine pri Boğazköy ostanki glavnega mesta imperija, ki je kontroliral severno Sirijo.
Arheologi so našli veliko ostankov templjev, del mesta, ki je bil namenjen verskemu dogajanju. Doslej so uspeli odkopati pet templjev. Največji med njimi je posvečen bogu vremena Tešubu. Svetišče je 160 metrov dolgo in 135 metrov široko, to je pravokotna zgradba z notranjim dvoriščem in skladiščnimi prostori). Monumentalen je bil utrdbeni sistem. To je 6 km dolgo obzidje z utrdbenimi stolpi, visokimi do 6 metrov. Najmogočnejši del je v zgodnjem delu mesta pri vratih Yer Kapi. Ta del je sestavljen iz umetnega nasipa iz kamnov in dvojnim obzidjem na vrhu. Struktura je piramidalna in njena funkcija ni povsem jasna. Glede na vrata spodaj, ki so vodila v mesto po predoru, je imela struktura verjetno nekakšen simboličen pomen, ritualni vhod v mesto. Zgoraj so še ena vrata - Vrata s sfingama. Najbolj slavna so Levja vrata iz okoli 1600 pr. n. št., najbrž gre za ostanek nekdanje reprezentativne procesijske ceste.
Pod vodstvom Nemškega arheološkega inštituta so izkopavanja na Hatuši potekala že od leta 1907, s prekinitvami med obema vojnama. Kültepe je uspešno izkopal profesor Tahsin Özgüç od leta 1948 do svoje smrti leta 2005. Manjše izkope so opravljali tudi v neposredni okolici Hatuše, vključno s skalnim svetiščem Yazılıkaya, ki vsebuje številne skalne portrete hetitskih vladarjev in bogov hetitskega panteona.

### Muzeji
Muzej anatolskih civilizacij v Ankari, Turčija hrani najbogatejšo zbirko Hetitov in drugih anatolskih artefaktov.

## Geografija
Hetitsko kraljestvo je bilo osredotočeno na ozemljih okoli Hatuše in Neša, znano kot "ozemlje Hätti" (URU Ha-at-ti). Potem ko je bila Hatuša določena za glavno mesto, je območje, ki objema okljuk reke Halys (hetitsko Marassantiya, turško: Kızılırmak) veljalo za jedro kraljestva. Nekateri hetitski zakoni so se razlikovati med »na tej strani reke« in »na oni strani reke«. Na primer, nagrada za ujetega sužnja, ko mu je uspelo pobegniti preko reke Halys je bila višja od tiste, kot če so sužnja ulovili, preden se je lahko prečkal reko.
Na zahodu in jugu osrednjega območja je ležala regija v najzgodnejših hetitskih besedilih znana kot Luvija. Ta terminologija je bila nadomeščena z imeni Arzava in Kizuvatna z vzponom teh kraljestev.  Kljub temu so se Hetiti še naprej sklicevali na ime, ki je izviralo iz teh območij, to je Luvija. Pred vzponom Kizuvatne, je bilo srce tega ozemlja v Kilikiji, ki so ga Hetiti najprej imenovali Adanija. Po uporu Hetitov v času vladavine Ammuna, je prevzelo ime Kizuvatna in se uspešno razširilo proti severu ter zajelo nižine gorovja Anti-Taurus. Na severu so živeli gorskih ljudje imenovani Kaski. Na jugovzhodu Hetitov je ležalo kraljestvo Mitani. Na vrhuncu, v času vladavine Muršilija II., se je hetitsko kraljestvo raztezalo od Arzave na zahodu, do Mitanija na vzhodu, mnogo ozemlja Kaskov na severu, vključno Hayasa-Azzi na skrajnem severovzhodu in na jugu v Kanaan približno tako daleč, kot je južna meja Libanona.

## Zgodovina

### Ozadje
Okoli 5000 pred našim štetjem je bila regija, s središčem v Hatuši, da bi kasneje postala središče Hetitskega kraljestva, naseljena z ljudmi z izrazito kulturo, ki je govorila ne-indoevropski jezik. Ime "Hati" anatolianisti uporabljajo za razlikovanje tega jezika od jezika indoevropskih Hetitov, ki so se pojavili na tem prostoru na začetku 2. tisočletja pred našim štetjem in je postal upravni jezik Hetitskega kraljestva v naslednjih šestih ali sedmih stoletjih.
Zgodnji Hetiti, katerih predhodno bivališče je neznano, so prevzeli navade od obstoječih Hatijcev in kulture Hurrian in tudi od asirskih kolonizatorjev, zlasti klinopisno pisanje in uporabo cilindričnih pečatov.

### Izvor
Na splošno velja, da so Hetiti prišli v Anatolijo pred 2000 pred našim štetjem. Medtem ko je njihova prvotna lokacija sporna. Obstaja močan dokaz, da so v četrtem in tretjem tisočletji živeli v pontski stepi, danes v Ukrajini, Moldovi in Rusiji, okoli Azovskega morja. 
Prihod Hetitov v Anatolijo v prazgodovini je bil eden od slojev, ki se je naložil na avtohtono kulturo, bodisi s pomočjo osvajanja ali s postopno asimilacijo. Iz arheološkega vidika je razmerja Hetitov do kulture Ezero na Balkanu in Maikop na Kavkazu, razmerje v okviru migracij. Indoevropski element vzpostavlja Hetitsko kulturo v znanstvenem področju kot vsiljivo (excepting the opinions of Colin Renfrew, v Anatoliji (razen mnenja Colina Renfrewa, katerega anatolska hipoteza predpostavlja, da je indoevropejščina avtohtona v Anatoliji in v zadnjem času mnenja Quentina Atkinsona).
Hetiti in drugi člani anatolske družine so prišli iz severa, po možnosti ob Kaspijskem morju. Njihovo gibanje v regiji in množično preseljevanje na Bližnji vzhod, se je začelo nekje okoli leta 1900 pred našim štetjem. Prevladujoči prebivalci v osrednji Anatoliji v tem času, so bili Hurriani in Hatijci, ki so govorili ne-indoevropski jezik. Tam so bile tudi asirske kolonije. Trajalo je nekaj časa preden so se Hetiti uveljavili, kot je razvidno iz nekaterih besedil. Več stoletij so bile ločene hetitske skupine, običajno osredotočene na različnih mestih. Potem so jih močni oblastniki s centrom v Boğazköy uspeli zediniti in osvojiti velik del osrednje Anatolije ter vzpostaviti Hetitsko kraljestvo.

### Zgodnje obdobje
Zgodnja zgodovina Hetitskega kraljestva je znana iz plošč, ki bi lahko bile prve zapisane v 17. stoletju pred našim štetjem; ohranjene pa so kot kopije v akadščini iz 14. in 13. stoletja pred našim štetjem. Te razkrivajo rivalstvo znotraj dveh vej kraljeve družine do obdobja Srednjega kraljestva; severna veja je najprej temeljila na Zalpi, potem Hatuši, južna veja s sedežem v Kusari (še vedno ni mogoče najti) in Kanešu. Ti so prepoznavni po svojih imenih; severnjaki so zadržali hatijska imena, južnjaki so sprejeli hetitska in luvijanska imena. 
Zalpa je prvi napadel Kaneš pod Uhnajem leta 1833 pred našim štetjem. 
En sklop plošč, znanih kot Anitta tekst, govori kako je Pitana, kralj Kusara, osvojil sosednji Neša (Kaneš).  Vendar pa je pravi predmet teh plošč Pitanov sin Anitta (r. 1745 -20), ki je nadaljeval delo, kjer ga je njegov oče zapustil in osvojil več severnih mest: vključno Hatušo in tudi Zalpuvo (Zalpa). To je bila verjetno propaganda za južno vejo kraljeve družine, proti severni veji, ki je imela Hatušo kot središče. Drugi sklop, Zgodba o Zalpi, podpira Zalpo in oprošča kasnejšemu Hatušiliju I. iz oplenjenega Kaneša.
Anitto je nasledil Zuzzu (r. 1720-1710.); vendar je bil nekje v 1710-1705 Kaneš uničen po dolgoletnem asirskem trgovalnem embargu z njim. Kušanska plemiška družina je preživela v boju z družino Zalpuvan / Hatušan.
Medtem so gospodarji Zalpa živeli naprej. Huzijya I., potomec Huzija iz Zalpe, je prevzel Hati. Njegov sin Labarna I., južnjak si je prilastil prestol in sprejel Huzziyevega vnuka Hatušilija kot lastnega sina in dediča.

### Staro kraljestvo
Ustanovitev Hetitskega kraljestva je pripisana bodisi Labarni I. ali Hatušiliju I. (ok. 1680-1650 pr. n. št.) (slednji bi lahko imel tudi Labarna kot osebno ime, ali dobil ime, ker je ponovno zgradil Hatušaš kot rezidenco), ki je osvojil območje južno in severno od Hatuše. Hatušili I. je vodil vojno proti Amorejskemu kraljestvu, Yamkhad v Siriji, kjer je napadel, vendar ni zajel glavnega mesta Alep. Njegov naslednik, Muršili I., je osvojil to mesto v akciji leta 1595 pred našim štetjem. Tudi v 1595 pred našim štetjem je Muršili I. (ali Muršiliš I.) (ok. 1620 pr. n. št.) opravil velik napad po reki Evfrat in zajel Mari in Babilon. Vendar so hetitske vojne povzročile notranja nesoglasja, ki so prisilila umik vojakov v domovino. V vsem preostalem delu šestnajstega stoletja pred našim štetjem so hetitski kralji urejali dinastične prepire in se bojevali s Huriani, svojimi sosedi na vzhodu. Tudi vojne v Siriji in Mezopotamiji so lahko odgovorne za ponovno uvedbo klinopisne pisanje v Anatoliji, saj je pisava Hetitov precej drugačna.
Muršili je nadaljeval osvajanja. Dosegel je južno Mezopotamijo in 1531 pred našim štetjem celo oplenil Babilon. Namesto da bi vključil Babilon pod svojo upravo se zdi, da ga je Muršili prepustil svojim Kasitskim zaveznikom, ki so imeli nadzor naslednja štiri stoletja. Ta dolgotrajna vojna je doma povzročila pravo anarhijo. Muršili je bil umorjen kmalu po vrnitvi domov, hetitsko kraljestvo je padlo v kaos. Hurriani pod nadzorom Mitanijev, ljudi, ki so živeli v goratem območju vzdolž zgornjih rek Tigris in Evfrat, so spretno izkoristili položaj in si prilastili Alep in območja, ki ga obkrožajo zase, kot tudi obalno regijo Adaniya in jo preimenovali v Kizuvatna (kasneje Kilikija).
Po tem so Hetiti vpisali šibko fazo obskurnih dejanj, nepomembnih vladarjev in zmanjšali območje nadzora. Takemu vzorcu širitve pod močnimi kralji je sledilo krčenje pod šibkejšimi in se ponavljalo znova in znova v vsej 500-letni zgodovini Hetitskega kraljestva, vendar je dogodke težko rekonstruirati polj natančno. Politično nestabilnost Starega hetitskega kraljestva je mogoče pojasniti v delu, ki govori o naravi hetitskih vladarjev v tistem času. V obdobju pred 1400 pred našim štetjem Hetiti niso videli kralja kot "živega Boga", tako kot faraoni v Egiptu, temveč kot prvega med enakimi. V kasnejšem obdobju, od 1400 do 1200 pred našim štetjem, je kraljevanje postalo bolj centralizirano in močno. Tudi v zgodnjih letih nasledstvo ni bilo pravno določeno, kar je omogočalo rivalstvo med severnimi in južnimi podružnicami.
Naslednji monarh, ki je nasledil Muršilija, je bil Telepinu (okoli 1500 pred našim štetjem), ki je izbojeval nekaj zmag na jugozahodu, očitno pa našel zaveznike v Kizuvatni proti Mitanijem. Telepinu je tudi poskušal zavarovati linijo nasledstva. 

### Srednje Kraljestvo
Zadnji monarh starega kraljestva, Telepinu, je vladal do okoli 1500 pred našim štetjem. Telepinovo vladanje je zaznamoval konec Starega kraljestva in začetek dolgotrajne šibke faze znane kot Srednje Kraljestvo.  Obdobje 15. stoletja pred našim štetjem je v veliki meri neznanka z zelo redko ohranjenimi podatki.  Eden od razlogov za tako šibkost in nejasnost je, da so bili Hetiti stalno ogroženi predvsem od Kaškov, ne-indoevropejcev, živečih ob obalah Črnega morja. Glavno mesto je bilo spet preseljeno, najprej v Sapinuvo in nato Samuho. Znan je arhiv iz Sapinuve, toda ni bil ustrezno preveden.
Eno obdobje v Hetitskem kraljestvu je pravilno datirano, v času vladanja Tudalija I. od ca. 1430 pred našim štetjem.
Ena od inovacij, ki jih je mogoče vknjižiti tem zgodnjim vladarjem je praksa izvajanja pogodb in povezav s sosednjimi državami; Hetiti so bili tako med prvimi znanimi pionirji v umetnosti mednarodne politike in diplomacije.

### Novo Kraljestvo
Z vladanjem Tudalija I. (ki lahko da ni bil prvi tega imena), Hetitsko kraljestvo ponovno izide iz megle nerazumljivosti. Hetiti so vstopili v obdobje, imenovano Hetitsko imperialno obdobje. Krepila se je vloga vladarjev, prebivalstvo je napredovalo. Hetiti so se nagibali živeti v starih deželah jugovzhodne Anatolije namesto deželah ob Egejskem morju. Ker so ta naselja napredovala, so bile pogodbe podpisane s sosednjimi narodi.  V tem obdobju je kraljevanje postalo dedno in kralj je dobil nadčloveško avro in se začel klicati kot jaz sonce. Kralji so v imperialnem obdobju začeli delovati tudi kot veliki duhovniki za celotno  kraljestvo, izvajali letni ogled svetih hetitskih mest, vodili obrede in vršili nadzor nad vzdrževanjem svetišč.
Med njegovo vladavino (okoli 1400 pr. n. št.), se je kralj Tudalij spet povezal z Kizuvatno, nato pa premagal z Huriansko državico Alep in Mitani in se razširil na zahod na račun Arzawa (Luvijanske države).
Sledila je druga šibka faza in sovražniki Hetitov so jih ogrožali iz vseh smeri. Kraljestvu je povrnil nekdanjo slavo Šupiluliumo I. (okoli 1350 pred našim štetjem), ki je še enkrat osvojil Alep, dal Mitani kot poklon sinu in porazil Karkemiš, drugo sirsko mestno državo. S svojimi sinovi je vladal na vseh teh novih področjih. Babilonija je bila še vedno v rokah Kasitov, ti so zapustili Šupiluliumovo vrhovno moč posrednika v znanem svetu Asirije in Egipta in ni bilo dolgo, ko je pri Egipčanih iskal zavezništvo s poroko enega izmed svojih sinov z vdovo Tutankamona. Na žalost je bil sin umorjen preden je dosegel svoj cilj in ta zveza ni bila nikoli konzumirana. Je pa Asirija začela dobivati moč z vladarjem Ašur-ubalita I. (1365 - 1330 pr. n. št.). Ašur-ubalit je napadel in porazil Mattiwazo,  mitanijskega kralja kljub poskusom hetitskega kralja Šupiluliuma I., ki je zdaj v strahu pred naraščajočo asirsko močjo, poskušal ohraniti svoj prestol z vojaško podporo. Dežele Mitani in Hurrian so si prisvojili Asirci, kar jim je omogočalo, da posežejo na hetitska ozemlja v Mali Aziji in Adadnirari I. je zavzel Karkemiš. 
Po Šupiluliumu I. in zelo kratki vladavini njegovega najstarejšega sina, je drugi sin, postal kralj Muršili II. (okoli 1330 pr. n. št.). Ker je podedoval položaj moči na vzhodu, je Muršili lahko obrnil svojo pozornost na zahod, kjer je napadel Arzavo in mesto, znano kot Milavanda v obalni deželi Ahaja (Ahhiyawa). Številni znanstveniki so domnevali, da sta Milavanda v Ahhiyawa verjetno znana kot Milet in Ahaja iz grške zgodovine, čeprav jih je nekaj, ki se jim to zdi sporno.

### Bitka pri Kadešu
Hetitska blaginja je bila večinoma odvisna od nadzora trgovskih poti in virov kovin. Zaradi pomembnosti severne Sirije in pomembnih poti, ki so povezovale Kilikijska vrata z Mezopotamijo, je bila obramba na tem področju ključnega pomena in je bila kmalu na preizkušnji. Egiptovska širitev pod faraonom Ramzesom II. je bila vzrok bitke pri Kadešu, katere izid je bil negotov, čeprav se zdi, da je pravočasen prihod egiptovskih ojačitev preprečil zmago Hetitov. Egipčani so prisilili Hetite, da so se zatekli v trdnjavo Kadeš, a so jim lastne izgube preprečile ohranjanje obleganja. Ta bitka je potekala v 5. letu Ramzesovega vladanja (okoli 1274 pr. n. št., kar najpogosteje uporablja kronologija).

### Nazadovanje in propad kraljestva
Po tem datumu je moč obeh, Hetitov in Egipčanov, začela spet upadati zaradi naraščajoče moči Asircev.  Asirski kralj Šalmaneser I. je izkoristil priložnost, da premaga Hurriane in Mitanije, zasede njihova ozemlja in se razširi do izvira Evfrata v Anatoliji in v Babilon, Iran, Aram (Sirija), medtem ko je bil Muvatali soočen z Egipčani. Hetiti so zaman poskušali ohraniti Mitansko kraljestvo. Asirija je tako postala velika grožnja za hetitske trgovske poti. Muvwatalijev sin, Urhi-Tešub, je prevzel prestol in vladal kot kralj Muršili III. sedem let, nato pa ga je po kratki državljanski vojni izrinil njegov stric Hatušili III.. V odgovor na povečanje asirskih posegov na hetitska ozemlja, je sklenil mir in zavezništvo z Ramzesom II. in dal faraonu za ženo svojo hči. Pogodba iz Kadeša je ena izmed najstarejših v celoti ohranjenih mirovnih pogodb v zgodovini, ki je določila fiksne medsebojne meje v Kanaanu in je bila podpisana v 21. letu Ramzesovega vladanja (okoli 1258 pr. n. št.). Pogoji te pogodbe so vključevali tudi poroko ene od hetitskih princes s faraonom Ramzesom. 
Hatušilijev sin, Tudalija IV. je bil zadnji močan hetitski kralj sposoben do neke mere zadržati Asirce, čeprav je izgubil del ozemlja in močno porazil Tukulti-Ninurta I. asirskega v bitki za Nihiriyo. On je celo začasno zavzel otok Ciper, preden je ta padel pod Asirijo. Med zadnjimi kralji, ki je tudi uspel osvojiti nekaj zmag, vključno s pomorsko bitko proti Alashiyo, ob obali Cipra, je bil Šupiluliumo II.. Toda Asirci pod vodstvom Ašur-resh-išija I. si v tem času prisvojijo veliko hetitskega ozemlja v Mali Aziji in Siriji. Tudi babilonski kralj Nebukadnezar I. je imel oči na hetitskih deželah. "Ljudstva z morja" so že začela ogrožati sredozemske obale, začenši od Egejskega morja, nadaljevali vse do Filisteje, zavzeli Kilikijo in Ciper in prerezali hetitske trgovske poti. To je naredilo Hetite ranljive za napad iz vseh smeri. Hatuša je zgorela do tal okoli leta 1180 pred našim štetjem, po kombiniranem napadu novih valov vsiljivcev, Kaskijcev, Frigijcev in Brigov. Hetitsko kraljestvo je tako izginilo iz zgodovinskih zapisov. Konec kraljestva je del večjega bronasto-dobnega propada.

### Asirsko-Hetitsko kraljestvo
V 1160 pred našim štetjem se je politična situacija v Mali Aziji močno razlikovala od tiste le 25 let prej. V tem letu je asirski kralj Tiglat-Pileser I. premagal Mušku (Frigijce), ki so poskušali iz anatolskega višavja pritisniti na asirske kolonije v južni Anatoliji in ljudstvo Gasga, stare sovražnike Hetitov iz severnega hribovja, država med Hati in Črnim morjem, se zdi, da bodo kmalu vstopila. Frigijci so očitno prekoračili Kapadokijo od zahoda, kar so pred kratkim odkrili v epigrafskih dokazih, in kar potrjuje njihove korenine kot balkansko pleme Brigi, okupirano od Makedoncev.
Čeprav je Hetitsko kraljestvo izginilo iz Anatolije in severne Sirije, so se tam pojavila številna tako imenovana neo-hetitska kraljestva. Bili so nasledniki Hetitskega kraljestva. Najpomembnejša sirska neo-hetitska kraljestva sta bila Karkemiš in Milid (v bližini kasnejše Melitene). Ta neo-hetitska kraljestva so postopoma padla pod nadzor Novoasirskega imperija (911-608 pred našim štetjem). Karkemiš in Milid sta bila asirska vazala pod Šalmaneserjem III. (858-823 pr. n. št.) in v celoti vključena v Asirijo v času vladavine Sargona II. (722-705 pr. n. št.).
Velika in močna država znana kot Tabal je zasedala velik del južne Anatolije. Znan kot grško Τιβαρηνοί- Tibarenoi, lat. Tibareni, Thobeles v Josephus, bi njihov jezik lahko bil luvijanščina , o čemer pričajo spomeniki napisani z uporabo luvijanskih hieroglifov. Ta država je osvojila in vključila obsežen del asirskega imperija.
Konec koncev sta oba, luvijanski hieroglifi in klinopis, zastarala z inovacijami, abecedo, ki se zdi, da je vstopila v Anatolijo, hkrati iz Egejskega morja (z Brigi, ki so spremenili svoje ime v Frigijci) in iz Fenicije in sosednjih narodov v Siriji.

## Vlada
Vodja države Hetitov je bil kralj, ki mu je sledil dedič. Vendar pa so nekateri uradniki upravljali neodvisne organe, preko različnih vej oblasti. Eno od najpomembnejših takih mest v hetitski družbi je bil Gal Mesedi (načelnik kraljeve telesne stražarje) . Tega je nadomestil s činom Gal Gestin (načelnik vinskih lakajev), ki je bil, kot je bil Gal Mesedi, član kraljeve družine. Birokracijo kraljevine je vodil Gal Dubsar (šef pismoukov), katerega avtoriteta se ni nanašala na Lugal Dubsar, kraljevega osebnega pisarja.

## Jezik
Hetitščina je izpričana v pisnih virih od približno 19. stoletja pred našim štetjem (v besedilih iz kraja Kültepe, glej Ishara). Uporabljala se je do okoli leta 1100 pred našim štetjem. Je najbolje izpričan jezik anatolske veje indoevropskih jezikov.
Jezik na ploščah iz Hatuše je dešifriral češki jezikoslovec Bedřich Hrozný (1879-1952), ki je 24. novembra 1915 napovedal svoje rezultate v predavanju na Bližnjevzhodnem društvu v Berlinu. Njegova knjiga o odkritju je bila objavljena v Leipzigu leta 1917, pod naslovom Jezik Hetitov, njegova struktura in pripadnost indo-evropski jezikovni družini.  V predgovoru knjige piše:
"Namen tega dela je določiti naravo in strukturo doslej skrivnostnega jezika Hetitov in ga razvozlati [...] Tako bo pokazano, da je hetitščina v glavnem indoevropski jezik."
Zaradi velikih razlik v strukturi in glasoslovju so nekateri zgodnji filologi, predvsem Warren Cowgill, celo trdili, da je hetitščino treba uvrstiti kot sestrski jezik indoevropske družine (indo-hetitski) in ne kot potomko.
Do konca Hetitskega kraljestva se je hetitščina uveljavila kot pisni jezik uprave in diplomatske korespondence. Prebivalstvo večine kraljestva je tedaj govorilo luvijsko, drug indoevropski jezik anatolske veje, ki je izviral zahodno od hetitske regije.

## Religija in mitologija
Na hetitsko religijo in mitologijo so močno vplivali Hati, Mezopotamci in Huriti. V zgodnjem obdobju se lahko še vedno jasno razloči indoevropski elemente.
"Nevihtni bogovi" so bili pomembni v panteonu Hetitov. Tarhunt (hiritski Tešub) je bil opredeljen kot "osvajalec", "kralj Kummiya", "kralj nebes", "gospodar dežele Hati". Bil je glavni med bogovi in njegov simbol je bil bik. Kot Tešub je bil upodobljen kot bradati človek, ki jaha dva hriba in nosi gorjačo. Bil je bog bitke in zmage, še posebej, ko so bile v konflikt vpletene tuje moči. Tešub je bil znan tudi po svojem konfliktu s kačo Ilujanko.